# إتش بي أو ماكس
إتش بي أو ماكس (بالإنجليزية: HBO MAX) أو كما عُرفت في إحدى الفترات بـماكس (بالإنجليزية: Max) هي شبكة أمريكية تقدم خدمات الفيديو حسب الطلب عبر الإنترنت، وهي أحد شركات وارنر ميديا التابعة لشركة إيه تي آند تي. تم إطلاق الخدمة في 27 مايو 2020.
الخدمة مبنية على خدمة تلفزيون إتش بي أو المتميز، وتحتوي علي جميع برامجها، مجموعة من البرمجة الأصلية الإضافية، محتوى إضافي متنوع من شركات وارنر ميديا، ومحتوى خارجي اشترت اتش بي أو ماكس حقوق البث له.
وفقًا لإيه تي آند تي، بلغ إجمالي عدد المشتركين في إتش بي أو ماكس 44.2 مليون مشترك اعتبارًا من 22 أبريل 2021.[بحاجة لمصدر]

## تاريخ
في العاشر من أكتوبر، 2018، أعلنت وارنر ميديا أنها ستطلق خدمة بث على الإنترنت في نهاية 2019، تعرض محتوى ترفيهيًا من علاماتها التجارية. كانت الخطة الأصلية أن تتكون الخدمة من ثلاث مستويات مع الإطلاق في أواخر عام 2019. رئيس مجلس الإدارة والرئيس التنفيذي لشركة وارنر ميديا الأم، راندال ل. ستيفن، أشارت إيه تي آند تي في منتصف مايو 2019 إلى أنها ستستخدم اسم إتش بي أو، وستتصل بمشغلي الكابلات إذ سيتمكن المشتركون في خدمات كابل إتش بي أو من الوصول إلى خدمة البث. كان من المتوقع أن تنطلق خدمة تجريبية في الربع الأخير من 2019 وسيكون الأطلاق في الربع الأول من 2020.
نُقلت أوتر ميديا من وارنر بروز إلى وارنر ميديا للترفيه في مايو 2019. يتولى خدمة البث نائب الرئيس التنفيذي براد بينتلي، وخرج المدير العام للتطوير المباشر للمستهلك من المنصب بعد ستة أشهر. أنتقل اندي فوسيل من منصب الرئيس التنفيذي للعمليات في أوتر ليحل محل بينتلي في منصب نائب الرئيس التنفيذي والمدير العام ويقدم تقاريره إلى توني جونكاليفز الرئيس التنفيذي لشركة أوتر. الذي سيقود التطوير.
في يوليو 2019، أعلنت وارنر ميديا عن خدمة إتش بي أو ماكس، التي ستطلق في ربيع 2020، ووقع كل من شركة هيلو سنشاين لريزي ويثرسبون وجريج بيرنتلي صفقات إنتاج للخدمة. عبارة (Max) شركة مع خدمة التلفاز المدفوعة لـإتش بي أو، التي سميت بهذا الاسم منذ منتصف الثمانينات واستخدمت بوضوح في علامتها التجارية من 2008 حتى 2001. في أكتوبر 2019، أعلِن أن خدمة إتش بي أو ماكس ستنطلق رسميًا في يوليو 2020.
في يناير 2020، أعلنت إيه تي آند تي شبكة آودينس، قناةً حصرية للمشتركين في خدمات التلفزيون المملوكة لإيه تي آند تي، مثل دايركت تي في مع البرامج الأصلية، في النهاية انتقل إلى قناة باركير لإتش بي أو ماكس. أعلن كل من وارنر بروز، و إتش بي أو ماكس عن ملصق أفلام وارنير ماكس في فبراير 2020، التي ستنتج من 8-10 أفلام ذات ميزانية متوسطة سنويًا لخدمة البث التي ستبدأ سنة 2020. في أبريل 2020، أعلنت وارنر ميديا أن إتش بي أو ماكس ستنطلق في 27 مايو. لاحقًا من العام ذاته في 23 أكتوبر، أعلنت وارنر ميديا قرارها بدمج ملصق وارنر ماكس إلى شركة وارنر بروز. مجموعة بكتشرز ورئيسها توبي إيمريج، وفريق التطوير والإنتاج الذي تقوده كورتني فالنتيني من وارنر بروز. ومن بكتشرز أيضًا، ريتشارد برنير من نيو لاين ووالتر حمادة الذي يشرف على أفلام دي سي، نُصِبَ مشرفًا على كل الأفلام المنتجة للشركة، التي ستعرض في السينما والتي ستبث على الخدمة. في أبريل 2021، أعلنت وارنر ميديا أن آدولت سويم ستدمج مع فريق تطوير الأنميشن للبالغين التابع لإتش بي أو ماكس، تحت قيادة سوزانا ماكوس.

### تغيير العلامة التجارية
في 14 مارس 2022، بعد أن وافق مساهمو ديسكفري على اندماجها مع وارنر ميديا، صرح المدير المالي لشركة ديسكفري جونار فيدينفيلس أن الشركة تخطط لمتابعة اندماج إتش بي أو ماكس في نهاية المطاف مع خدمة البث الخاصة بها ديسكفري+. ذكر فيدينفيلس أن هذه العملية ستبدأ على الأرجح بحزمة من الخدمتين كخيار قصير الأجل، بهدف طويل الأجل يتمثل في دمج الخدمات في نظام أساسي واحد في نهاية المطاف.
خلال مكالمة أرباح في أغسطس 2022، كشف رئيس وارنر برذرز. ديسكفري لشركة جلوبال ستريمنج و إنترأكتيف جي بي بيريت أن ديسكفري+ و إتش بي أو ماكس ستندمجان "الصيف المقبل"، مع إطلاق الخدمة الموحدة أولاً في الولايات المتحدة، وسيتم طرحها في الأسواق الأخرى بدءًا من أواخر 2023. عند الإعلان عن الخدمة المدمجة، لم يوضح زاسلاف على الفور ما إذا كانت ستستمر في حمل علامة إتش بي أو التجارية؛ وذكر أن إتش بي أو كانت واحدة من "جواهر التاج العظيمة للشركة"، وستظل "دائمًا منارة والعلامة التجارية النهائية التي تمثل أفضل جودة للتلفزيون". في أوائل ديسمبر 2022، أفادت سي إن بي سي عبر مصادر داخلية أنه تم النظر في أسماء متعددة - بما في ذلك ببساطة "ماكس".

## الإدارة
تكونت إتش بي أو تحت قسم وارنر ميديا الترفيهي الذي يرأسه روبيرت جرينبلات. كيفين رايلي، رئيس شبكات وارنر ميديا الترفيهي التي تتضمن معظم قنوات الشركة الترفيهية المدعومة بالإعلانات مثل تي بي أس، وتي أن تي، وترو تي في، منحوا أيضًا دورًا كبيرًا لمسؤولي المحتوى في إتش بي أو ماكس مع مسؤولية إنتاج البرامج الاصلية الحصرية لإتش بي أو ماكس ومحتوى المكتبة. كان أندي فورسيل قد عُيِنَ نائب الرئيس التنفيذي للخدمة والمدير العام في حين لا يزال يقدم تقارير للرئيس التنفيذي توني جونكالفيس أوتر ميديا، الذي يدير التطوير. رئيس البرمجة لإتش بي أو، كايسي بلويس، حافظت على الإشراف على خدمة إتش بي أو الأساسية لكنها لن تشارك في الإشراف على برامج خدمة إتش بي أو الحصرية.
في أغسطس 2020، أعلنت وارنر ميديا إعادة هيكلة كبيرة تحت قيادة الرئيس الجديد جاسون كيلر، الذي وضح قائلًا «نميل إلى لحظة التغيير العظيمة هذه» نحو خدمات مباشرة إلى المستهلك. غادر جرينبلات وريلي الشركة، وحُلَت شركة وارنر ميديا الترفيهية، مع اندماج قسم الإنتاج مع وارنر بروز. في مجموعة استوديوهات وشبكات جديدة تحت إشراف الرئيس التنفيذي للستوديو أن سارنوف.حصل بلوس على الإشراف الكلي على برامج إتش بي أو وإتش بي أو ماكس، وكذلك مسؤوليات ريلي السابقة، تقديم التقارير إلى سارنوف. أصبح فورسيل رئيسًا لقسم إدارة الأعمال الجديدة في إتش بي أو ماكس، ويقدم تقاريره مباشرةً إلى كيلار.

## محتوى
أشارت وانر ميديا إلى أن الخدمة ستحتوي على 10,000 ساعة من المحتوى عند الإطلاق، وعروض أولية ومكتبة محتوى باسم إتش بي أو -يتضمن المسلسلات الأصلية، والأفلام الوثائقية، والحلقات الخاصة- وأشكال أخرى من المحتوى من عدة شبكات وعلامات تجارية للشركة. صرحت وارنر ميديا أن الخدمة ستحتوي على أكثر من 2,000 فيلم متوفرة عند الإطلاق.

### موفري المحتوى
- باد روبوت
- بي بي سي
- كرتون نتورك
- دي سي كوميكس
- إتش بي أو
- سوني

## أعمال أصلية (ماكس أوريجينالز)
سيعرض المحتوى الأصلي الذي تم إنتاجه تحت شعار ماكس أوريجينالز، بما في ذلك المسلسلات والأفلام والعروض الخاصة. يتم إصدار المحتوى الأصلي أسبوعيًا. في 5 فبراير 2020، أعلنت شركة وارنر بروس. أنها ستشكل علامة جديدة تعرف باسم وارنر ماكس تقوم بإنتاج من 8 إلى 10 أفلام متوسطة الميزانية للخدمة سنويًا.

## روابط خارجية
- الموقع الرسمي